# William C. Feazel
William C. Feazel (Farmerville, 1895. június 10. – Shreveport, 1965. március 16.) az Amerikai Egyesült Államok szenátora (Louisiana, 1948).